# تیم ملی فوتبال زنان بورکینافاسو
تیم ملی فوتبال زنان بورکینافاسو نماینده بورکینافاسو در مسابقات بین‌المللی فوتبال زنان است. این تیم توسط فدراسیون فوتبال بورکینافاسو اداره می‌شود. اولین بازی خود را در روز ۲ سپتامبر ۲۰۰۷ در واگادوگو مقابل نیجر انجام داد و با نتیجه ۱۰–۰ پیروز شد که بهترین برد تا امروز است. بازی‌های بعدی آن برابر نیجر (۵–۰) و مالی (۲–۴) بود.
در مسابقات مقدماتی قهرمانی زنان آفریقا در سال ۲۰۱۴ مقابل غنا، بورکینافاسو در مجموع با نتیجه ۶–۰ شکست خورد. تونس آنها را در مجموع ۲–۰ در مسابقات مقدماتی جام ملت‌های زنان آفریقا ۲۰۱۶ شکست داد. بازی بورکینافاسو و گامبیا در مسابقات مقدماتی ۲۰۱۸ در مجموع با تساوی ۳–۳ در وقت قانونی به پایان رسید. گامبیا با نتیجه ۵–۳ در ضربات پنالتی پیروز شد.
تیم ملی فوتبال زنان بورکینافاسو مسابقات خانگی خود را در ورزشگاه ۴ اوت برگزار می‌کند.